# Alan Norris (Dartspieler)
Alan Norris (* 21. Februar 1972 in Yeovil) ist ein englischer Dartspieler.

## Karriere

### BDO: 2006 bis 2015

#### Der Beginn: 2006 bis 2011
Alan Norris begann seine Profikarriere im Jahr 2006 bei der BDO. Sein Debüt vor TV Kameras gab er 2008 bei den Welsh Open. Er erreichte dort das Halbfinale, verlor dieses aber gegen den späteren Sieger Gary Anderson. Ein Jahr später gelang ihm zum ersten Mal die Qualifikation zu einer Weltmeisterschaft. In der 1. Runde gewann er glatt mit 3:0 gegen Steve West, unterlag allerdings im Achtelfinale deutlich mit 4:0 gegen Scott Waites.

#### 2012
2012 sollte Norris stärkstes Jahr bis dato werden. Das Jahr begann für ihn mit dem Einzug ins Viertelfinale der BDO-Weltmeisterschaft 2012. Dort unterlag er dem späteren Sieger, Christian Kist, chancenlos mit 5:1. Danach folgten Siege bei den Welsh Masters und Luxembourg Open. Im selben Jahr erreichte er das Finale eines der wichtigsten BDO-Turniere, dem Zuiderduin Masters. In der Gruppenphase gelang ihm ein 112-Average. Das Finale verlor er deutlich mit 5:0 gegen Stephen Bunting.

#### Das BDO-Weltmeisterschaftsfinale 2014
2013 war für Norris ein schwaches Jahr und so ging er als ungesetzter Spieler in die BDO-Weltmeisterschaft 2014. In der 1. Runde traf er auf den Titelverteidiger Scott Waites. Norris gelang ein ungefährdeter 3:0-Sieg. Nach weiteren Erfolgen über Glen Durrant, James Wilson und Jan Dekker, stand Norris überraschend im Finale.
Sein Gegner dort war Stephen Bunting. Das Match begann ausgeglichen, beim Stand von 3:3 verpasste Norris die Chance, selber 4:3 in Führung zu gehen. Bunting hingegen nutzte seine Möglichkeiten und setzte sich ab. Bunting führte 6:3 und brauchte nur noch einen Satz, doch mit einem 140 Checkout verkürzte Norris auf 6:4. Im 11. Satz fiel dann aber die Entscheidung, Bunting brach den Aufschlag von Norris und wurde mit einem 7:4-Sieg der BDO-Weltmeister 2014.

#### 2014
Norris unterstrich seine Form als Vizeweltmeister im Jahr 2014. Er gewann in dem Jahr acht Turniere, darunter u. a. die Denmark Open. Zudem wurde er zum Grand Slam of Darts 2014 eingeladen. Ihm gelang dort der Einzug ins Achtelfinale, verlor dort aber klar mit 10:5 gegen Kim Huybrechts.
Norris ging als großer Favorit in die BDO-Weltmeisterschaft 2015, aber es folgte ein überraschend schnelles Aus im Achtelfinale gegen Darryl Fitton.

### PDC: seit 2015
Nach seinem Aus bei der BDO-WM entschloss sich Norris zum Wechsel in die PDC. Er nahm im Januar an der PDC Qualifying School teil und warf gleich an seinem ersten Tag einen 9-Darter. Er erreichte sofort das Finale und gewann dieses mit 5:3 gegen Carl Abbiss, was Norris eine Tour Card für die nächsten zwei Jahre einbrachte.
Beim 18. Players Championship Turnier des Jahres, holte sich Norris seinen ersten PDC-Titel. Im Finale bezwang er Kim Huybrechts mit einem 108-Average souverän 6:1. Seine guten Leistungen brachten ihn bis in die Top 32 der Pro Tour Order of Merit, was ihm einen Platz bei den Players Championship Finals 2015 einbrachte. Er bezwang in der 1. Runde Terry Jenkins mit 6:3, unterlag dann im Achtelfinale chancenlos 10:3 gegen Adrian Lewis.
Norris gelang außerdem die Qualifikation zur PDC-Weltmeisterschaft 2016. Ihm wurde in der 1. Runde mit Robert Thornton, die damalige Nummer 6 der Welt zugelost. Norris galt als krasser Außenseiter, aber zeigte eine starke Partie und setzte sich problemlos mit 3:0 durch. Danach folgten Siege über Joe Murnan und Mark Webster, damit stand Norris im Viertelfinale und traf dort am 1. Januar 2016 auf Jelle Klaasen. Norris führte bereits mit 4:3 und war somit nur einen Satz vom Halbfinale entfernt, aber musste sich am Ende mit 4:5 geschlagen geben.
Bei der PDC Qualifying School 2021 erreichte Norris die Final Stage. Dort gelang es ihm allerdings nicht, sich eine Tour Card zu sichern. Bei der darauffolgenden Challenge Tour belegte er Platz 79 im Ranking.
2022 nahm Norris erneut an der Q-School teil. Dieses Mal scheiterte er jedoch bereits in der First Stage. Er nahm daraufhin an der Challenge Tour teil, wo er insgesamt 400 Pfund erspielte.
Bei der Q-School 2023 war Norris ebenfalls dabei. Er scheiterte jedoch wieder an der First Stage. Daraufhin kam er bei der PDC Challenge Tour 2023 nicht weiter als unter die letzten 32. Besser verlief es für ihn bei der World Seniors Darts Tour, wo er mehrere Viertelfinale und ein Finale beim Open Series Event 8 erreichte, dass er gegen den Waliser Richard Eirig-Rowlands verlor.
Bei der Q-School 2024 startete Norris erneut in der First Stage. Mit vier Punkten für die Rangliste schaffte er dabei dieses Mal die Qualifikation für die Final Stage. Hier errang er dann drei Punkte, die jedoch nicht für eine Tour Card ausreichten. Auf der Challenge Tour 2024 war Norris jedoch kaum erfolgreich. Besser verlief es bei den Turnieren der World Seniors Darts Tour, wo er ein Halbfinale und ein Viertelfinale erreichte.
Bei der Q-School 2025 schaffte es Norris wieder in die Final Stage. Dieses Mal errang er dort jedoch nur einen Punkt für die Rangliste. Ein Tour Card gewann er somit erneut nicht.

## Weltmeisterschaftsresultate

### BDO
- 2009: Achtelfinale (Niederlage mit 0:4 gegen  Scott Waites)
- 2010: 1. Runde (Niederlage mit 2:3 gegen  Robert Wagner)
- 2011: Achtelfinale (Niederlage mit 2:4 gegen  Garry Thompson)
- 2012: Viertelfinale (Niederlage mit 1:5 gegen  Christian Kist)
- 2013: Achtelfinale (Niederlage mit 3:4 gegen  Wesley Harms)
- 2014: Finale (Niederlage mit 4:7 gegen  Stephen Bunting)
- 2015: Achtelfinale (Niederlage mit 3:4 gegen  Darryl Fitton)

### PDC
- 2016: Viertelfinale (4:5-Niederlage gegen  Jelle Klaasen)
- 2017: 2. Runde (0:4-Niederlage gegen  Raymond van Barneveld)
- 2018: 2. Runde (1:4-Niederlage gegen  James Richardson)
- 2019: 3. Runde (3:4-Niederlage gegen  Ryan Joyce)

## Titel

### BDO
- Weitere
  - 2010: French Open
  - 2011: England Open Early Bird, French Open
  - 2012: Welsh Masters
  - 2014: Denmark Open, Polish Open, Scottish Masters, British Classic, Swedish Open, Scottish Classic, Catalonian Open

### PDC
- Pro Tour
  - Players Championships
    - Players Championships 2015: 18
    - Players Championships 2017: 1

  - European Darts Tour
    - European Darts Tour 2016: (1) German Darts Championship

### Andere
- 2007: Sweden National Championships
- 2014: Scotland National Championships